# Гниле місто (фільм)
«Гниле́ мі́сто» (англ. «Broken City», дослівно укр. «Зламане місто») — американський драматично-кримінальний трилер режисера Аллен Г'юза (був також продюсером), що вийшов 2013 року.
Сценарій картини написав Браян Такер, продюсером також були Ремінґтон Чейс, Марк Волберг. Вперше фільм продемонстрували 18 січня 2013 року у Канаді.
В Україні фільм не демонструвався. Переклад та озвученя українською мовою зроблено студією «Цікава ідея» на замовлення Hurtom.com у червні 2013 року у рамках проекту «Хочеш кіно українською? Замовляй!».

## Сюжет
| Історія колишнього поліцейського Біллі Таґґерта. Cім років тому він стріляв у 19-річного підлітка, за що був звільнений з поліції. Тепер Таґґерт працює приватним детективом, якого наймає мер, щоб той дізнався, чи не зраджує йому дружина. Проте розслідування адюльтеру дружини мера виливається у справжній скандал. Людина, з яким дружина мера зраджувала чоловікові, убита, а на поверхню спливає нехороша історія з нерухомістю. |

## У ролях
| Актор             | Персонаж                                     | Роль                                                               |
| ----------------- | -------------------------------------------- | ------------------------------------------------------------------ |
| Марк Волберг      | Біллі Таґґарт (англ. Billy Taggart)          | детектив Департаменту поліції Нью-Йорку, згодом приватний детектив |
| Рассел Кроу       | Ніколас Гостетлер (англ. Nicholas Hostetler) | мер Нью-Йорку                                                      |
| Кетрін Зета-Джонс | Кетлін Гостетлер (англ. Cathleen Hostetler)  | дружина Ніколаса                                                   |
| Джеффрі Райт      | Карл Феєрбенкс (англ. Carl Fairbanks)        | капітан Департаменту поліції Нью-Йорку                             |
| Баррі Пеппер      | Джек Валліант (англ. Jack Valliant)          | опонент Ніколаса на виборах                                        |
| Наталі Мартінес   | Наталі Барроу (англ. Natalie Barrow)         | дівчина Біллі                                                      |
| Кайл Чендлер      | Пол Ендрюс (англ. Paul Andrews)              | керівник виборчого штабу Джека Валліанта                           |
| Алона Тал         | Кейті Броудшоу (англ. Katy Bradshaw)         | помічниця Біллі                                                    |
| Гріффін Данн      | Сем Ланкастер (англ. Sam Lancaster)          |                                                                    |
| Джеймс Ренсон     | Тодд Ланкастер (англ. Todd Lancaster)        |                                                                    |
| Ембер Чилдерс     | Мері (англ. Mary)                            |                                                                    |
| Дж. Д. Евермор    | —                                            | працівник Сема                                                     |

## Сприйняття

### Критика
Фільм отримав загалом змішано-негативні відгуки: Rotten Tomatoes дав оцінку 30 % на основі 141 відгук від критиків (середня оцінка 4,8/10) і 46 % від глядачів із середньою оцінкою 3,2/5 (16,753 голоси), Internet Movie Database — 6,1/10 (4 806 голосів), Metacritic — 49/100 (38 відгуків криків) і 5,2/10 від глядачів (33 голосів).

### Касові збори
Під час показу у США, що стартував 18 січня 2013 року, протягом першого тижня фільм був показаний у 2,620 кінотеатрах і зібрав $8,268,908, що на той час дозволило йому зайняти 5 місце серед усіх прем'єр. Показ станом на 17 березня 2013 року триває 59 днів (8,4 тижня) і зібрав у прокаті у США $19,676,758 при бюджеті $35 млн.